# Tinodes miyakonis
Tinodes miyakonis là một loài Trichoptera trong họ Psychomyiidae. Chúng phân bố ở miền Cổ bắc.